# 青春大爆炸
《青春大爆炸》是美國歌手麥莉·希拉的第四張錄音室專輯，於2013年10月4日由RCA唱片發行。這是希拉自2010年的《無法抵擋》後的首張專輯，期間她一直把重心移至電影事業上。直至2012年底，希拉決定重啟她的音樂事業，並決定開始製作這張專輯。專輯的製作一直持續至2013年，期間希拉亦與RCA唱片簽署了唱片合約。《青春大爆炸》被希拉本人形容為骯髒南部嘻哈作品，風格與她早期的音樂作品迥異。作為專輯的執行製作人，希拉與迈克·威尔·梅迪特跟西庫特、法瑞尔·威廉姆斯以及威廉等嘻哈製作人合作，以製作出希拉所渴望的新聲音。專輯的主要風格為流行跟節奏藍調，歌詞主要環繞浪漫。專輯迎來多名首次合作的歌手客串獻聲，當中包括流行歌手布蘭妮·斯皮爾斯，以及饒舌歌手弗伦奇·蒙塔纳、未來小子、卢达克里斯跟耐利。
專輯於發行前後獲得樂評家整體正面的評價，包括讚賞專輯整體製作與原創性，以及希拉藝術人格的進步。在美國，專輯以約270,000張的首週銷量空降《告示牌》二百強專輯榜冠軍，成為包括以孟漢娜身分發行的原聲帶在內的第五張冠軍專輯。專輯亦創下繼碧昂絲的跟凱蒂·佩芮的後，2013年第三高的女歌手專輯首週銷量。專輯其後被美國唱片業協會認證為三白金唱片，並獲得「第57届格莱美奖」的「最佳流行演唱專輯」提名，成為希拉首張獲得格林美獎提名的作品。
〈青春大暴走〉於2013年6月3日作為專輯的主打單曲發行，並最高登上美國《告示牌》百強單曲榜第2位。專輯第二支單曲〈愛情破壞球〉於2013年8月25日發行，成為希拉於美國的首支冠軍單曲。歌曲的音樂錄影帶打破當時Vevo最快突破1億次點擊的女性紀錄，但其後於2015年被愛黛兒的〈你好〉的錄影帶打破。在「2014年MTV音乐录影带大奖」，錄影帶亦為希拉贏得「年度音樂錄影帶」一獎。〈喜歡你〉於2013年12月17日作為專輯的第三支單曲發行，並最高登上《告示牌》百強單曲榜第21位。由塞德里克·格維斯所製作的歌曲重混版於2014年3月3日發行。希拉在專輯中貫徹了從第三張錄音室專輯《無法抵擋》開始的性感形象，作風行為亦變得更加暴露大膽，其中在「2013年MTV音乐录像带大奖」的爭議表演以及在「週六夜現場」的表演後迅速獲得大眾注意。希拉其後亦展開她第四次巡迴演唱會「青春大爆炸世界巡迴演唱會」。

## 背景與製作
2012年，希拉宣佈計劃把重心投放在電影事業上，因此在音樂上稍作歇息。她於同年出演了電影「美國LOL：我的愛情我的夢」跟「女生部裡的秘密」。她亦同時確認將會首次聲演電影「精灵旅社」裡的角色，但其後因出現她舔弄帶有性暗示的蛋糕醜聞而導致易角。這事情導致她產生計劃重返音樂事業的念頭。2013年1月，希拉與RCA唱片簽署了唱片合約。3月，她宣佈將於2013年底推出個人第四張錄音室專輯。希拉指出自己已經作為歌手而「重新出發」，並把原本的廠牌跟經理人都換掉，因為她覺得他們會對自己現時的公眾形象「感到害怕」。其後她在採訪中指出自己把《青春大爆炸》視為真正的出道作品，並對在「孟漢娜」期間發行的作品感到不滿。當她為仍未取名的專輯錄製時，希拉打算製作出一張「非常成人、性感與可信」的作品，並覺得這是自己作為歌手初次在製作音樂時得到樂趣。她亦指出專輯受到摩城音樂的啟發，並受到共和世代跟提姆巴蘭的影響。
她以「骯髒的南方嘻哈音樂」形容專輯歌曲，並把嘻哈與鄉村曲風結合，認為這是「優秀的混合」。為了製作出理想的聲音，希拉與迈克·威尔·梅迪特、麥克·米勒、法瑞尔·威廉姆斯跟造物主泰勒等不同嘻哈音樂製作人合作。他們幫助她把嘻哈音樂元素融入作品，希拉其後認為最終衍生出「非常不一樣的聲音」。希拉亦形容作品會「堵上所有人的嘴」，並把它跟迈克尔·杰克逊1987年的專輯《飆》相提並論，指「大家依然聽著它，因為它是如此美妙」，「希望大家也會像聽著它一樣聽（自己的）專輯」。她也表達出自己對「制訂流行音樂的新標準」的慾望。製作人西恩·嘉瑞特稱專輯「有趣（跟）刺激」，並指出希拉與布蘭妮·斯皮爾斯將會出現於專輯的最終曲目名單。邁克·威爾·梅迪特解釋專輯的名稱是來自於他們發現了「整張專輯都充滿著派對嗨曲」。

## 發佈與美術
2013年8月6日，在推特上取得超過1,300萬名追蹤者後，希拉發佈新專輯取名為《Bangerz》（青春大爆炸）的推文。專輯的封面與相關照片皆由英國攝影師蒂龍·勒布拍攝，多張棄用照片其後在2014年6月5日在網上流出。2013年8月24日，希拉公開專輯的普通版跟豪華版封面，希拉在雙版封面中皆頂著一頭金色短髮，並穿著黑色大衣站在棕櫚樹前，而專輯名稱《Bangerz》則以熒光燈形式展示。封面被指讓人想起1980年代的電視劇系列「邁阿密風雲」，並認為這是她最近受嘻哈文化影響的意外選擇。8月25日，《青春大爆炸》以預約購買形式在iTunes Store先行提供購買。她其後確認專輯將於2013年10月8日在美國發行。在〈愛情破壞球〉的音樂錄影帶打破Vevo24小時內的點擊率紀錄後，希拉於在9月10日於推特上公開了專輯的曲目。
2013年9月18日，希拉公開了四張專輯實體豪華版的限定封面，所有封面皆由歌迷投票選出，並隨機送往國際分銷商成為其後印刷批次的封面。希拉於其中兩張封面中身穿不同的衣服，一張穿著黑色大衣，另一張則身穿白色胸圍跟黑白方格褲子。第三張封面則為希拉環抱玫瑰的大頭照，而第四張封面則是希拉半裸遮胸的樣子。其中半裸封面亦使用在專輯的線上限定版本跟密紋唱片的首批印刷上，於11月26日經由希拉的線上商店發行。希拉的半裸封面被拿來跟同樣以赤裸的希拉為特色的〈愛情破壞球〉音樂錄影帶作比較，而其他封面則被認為相對保守。專輯的實體豪華版皆隨碟附送一張貼紙。專輯亦被加上家长指导标识標誌，經美國唱片業協會認定為包含成人內容。9月29日，《青春大爆炸》所有歌曲皆於AllMusic上提供30秒試聽片段。翌日，專輯所有歌曲皆在iTunes Store跟iTunes Radio上提供串流服務。2017年4月22日，專輯的黑膠唱片版本在世界唱片行日活動當日發行。

## 構成

### 音樂與歌詞
《青春大爆炸》是一張流行跟節奏藍調專輯，並包括嘻哈、合成器流行跟鄉村元素。在10月10日「艾倫·狄珍妮秀」的訪問中，艾倫·狄珍妮向希拉問專輯有否從她跟連恩·漢斯沃的關係中取得靈感，希拉回答「整張專輯都是關於它的故事，我會說從開首的〈喜歡你〉到結尾的〈另一個人〉都是...我覺得現在自己更加清楚了解自己的生活，比起當時自認為很了解的時候更要了解。」

### 歌曲
專輯的開首曲〈喜歡你〉是一首流行跟節奏藍調抒情曲，並唱出「你跟我的緣份上天早已注定」。《娱乐周刊》的尼克·卡圖奇指希拉於歌曲中展現出她的聲音技巧。〈青春大暴走〉是一首中板流行跟節奏藍調歌曲 ，並受到電子舞曲跟嘻哈風格影響，歌詞主要講述在家居派對上發生的事。《洛杉磯時報》米凱爾·伍德稱歌曲為「自珍妮·杰克逊的〈控制〉以來最放鬆，最透徹的反叛吶喊」。卡圖奇形容〈炫耀曲線（派對大爆炸）〉為一首「愉快的饒舌交談」歌曲，歌曲亦迎來流行歌手布蘭妮·斯皮爾斯於第二節中獻聲。〈四輪驅動〉迎來嘻哈歌手耐利合作，歌詞主要講述一個「反叛女性」為她的情人保釋的故事。歌曲隱含了乡村音乐的元素。在〈親愛的〉（未來小子客串）中，希拉的聲樂技巧獲讚賞，但被「如大海般的閃爍合成器跟堅固的吟唱」所壓蓋。〈愛情破壞球〉是一首講及戀愛失敗的合成器流行抒情曲。
第七首歌曲〈愛情 金錢 派對〉（大肖恩客串）包含「骯髒的鬼屋節拍」。《告示牌》的杰森·利普舒茨指出希拉於錄音中饒舌的時候感覺更加舒服，並把歌曲希拉跟早前參與迈克·威尔·梅迪特的單曲〈23〉作比較。〈慢慢來〉是一首「優雅而輕鬆」的歌曲，並包括「口哨聲（...）與分開的結他過門」。歌曲亦被形容為令人想起亚瑟小子的〈怪咖〉跟亚当·兰伯特的〈嗨翻天〉，而三首歌曲皆由法瑞尔·威廉姆斯所製作。希拉指出〈失戀巡航〉的主題為「想要離開某人，但並不是想完全結束關係」，其後被媒體認為是指跟漢斯沃的婚約。第十首歌曲〈所謂感覺〉（弗伦奇·蒙塔纳客串）被《偏锋杂志》的凱爾·福爾形容為「意外融合的艾美·懷恩豪斯跟史奇雷克斯風格」，並帶有迴響貝斯的元素。〈有自己的事要做〉被卡圖奇形容為一首「撕裂的舞曲」，而利普舒茨則認為歌曲受到「軟黏的合成器跟折斷的敲擊樂」所影響。〈或許你是對的〉包含「少量福音音乐的影響」，並被認為歌詞主題可能跟漢斯沃有關。標準版結尾曲〈另一個人〉結合嘻哈與合成器流行的風格，歌詞講述了希拉變化的公眾形象。

## 發行單曲
〈青春大暴走〉於2013年6月3日作為專輯的主打單曲發行。歌曲獲得樂評家反響不一的評價，包括對製作跟歌詞有著分歧意見。歌曲發行後最高登上美國《告示牌》百強單曲榜第2位，打平希拉憑〈美國派對〉創下在該榜的最高紀錄。在國際榜單上，歌曲亦在歐洲跟大洋洲地區獲得商業成功，包括登上紐西蘭單曲榜冠軍。歌曲的音樂錄影帶於2013年6月19日發佈，錄影帶展現出希拉更加暴露與挑逗的形象，延續從《无法抵挡》開始的性感風格。錄影帶憑著超過1,070萬次的首日點擊率打破當時Vevo24小時內最高觀看紀錄，但其後被1世代的〈絕代好歌〉取代。錄影帶亦打破當時最快到達1億點擊率的紀錄，用時37天。
〈愛情破壞球〉於2013年8月25日作為專輯第二支單曲發行。歌曲發行後成為希拉首支登上美國《告示牌》百強單曲榜冠軍的單曲。歌曲亦打進多個國家排行榜的前20位，包括登上澳洲跟紐西蘭單曲榜第2位。歌曲的音樂錄影帶於2013年9月9日發佈，希拉於錄影帶的全裸造型迅速獲得媒體關注。錄影帶憑著超過1,930萬次點擊率打破Vevo24小時內最高觀看紀錄，並僅憑6天的時間突破1億次點擊率。錄影帶的首日紀錄其後被妮琪·米娜的〈Anaconda〉以1,960萬次的首日點擊率打破。2013年12月4日，〈愛情破壞球〉因聊天轮盘的惡搞影片效應導致串流成績急升，創下《告示牌》史上相隔最長時間重返冠軍位置的紀錄。同月，〈愛情破壞球〉跟〈青春大暴走〉的音樂錄影帶被確認為2013年最高與第二高點擊率的影片。
〈喜歡你〉為專輯的第三支兼最後的單曲，於2013年12月17日派送當代流行電台發行。歌曲獲得樂評家整體正面的評價，包括稱讚歌曲的中板製作，但亦有對於在聲樂上使用自动调谐的批評。歌曲的音樂錄影帶於12月25日傍晚遭洩露，其後於26日早上正式發佈。錄影帶展現了希拉在床上跟浴缸的身影，而當中的夜視片段亦被認為模仿性愛影片。在正式發行成為單曲前，〈喜歡你〉最高登上美國《告示牌》百強單曲榜第42位，其後則最高登上榜單第21位。歌曲的重混版本由塞德里克·格維斯製作，於2014年2月13日在線上公開，其後在3月3日由斯宾尼唱片在Beatport上正式發佈。

## 宣傳活動
希拉於2013年6月26日在「吉米·坎摩尔直播秀」首次現場演唱〈青春大暴走〉，並於翌日在「早安美國」表演同曲。2013年8月，她與罗宾·西克在纽约巴克萊中心舉辦的「2013年MTV音乐录像带大奖」上進行了具爭議性的合唱表演，迅速獲得媒體關注以及公眾間的批判。在表演中，希拉先以小熊圖案的服裝演唱了〈青春大暴走〉。其後希拉把外衣脫下以露出皮膚顏色的兩件式服裝，並跟西克一起表演〈模糊界線〉。希拉於表演途中以巨大的指型手套撫摸西克的胯部部分，並蹭在他的胯部表演电臀舞 。《荷里活報道》的報道以「愚昧無知」形容該場表演，並稱表演「令人想起一場糟糕的吸毒幻覺經歷」。媒體對該場表演的關注度遠超同晚頒獎禮上的其他事議，包括超級男孩的重組表演，以及Lady Gaga跟凱蒂·佩芮等其他人的表演。《XXL》的BJ·斯坦納以「經典意義上的完全失敗，觀眾的反應在尷尬中夾雜著困惑、鬱悶跟驚慌」形容表演，《英國廣播公司新聞》則指希拉以一場「色情表演」搶去頒獎禮的風頭。該場表演在推特上平均每分鐘衍生出306,100則推文，打破歷史紀錄成為推特開創以來最多推文提及的事件，原本的紀錄為碧昂絲參與的「第四十七屆超級盃中場表演」，平均每分鐘衍生出268,000則推文。根據《福布斯》的資料，希拉的表演使她在數天內增加超過213,000名推特追蹤者、226,000個臉書讚好以及〈愛情破壞球〉的90,000次下載。這總共使希拉的社交媒體活動量增加了112%。
2013年9月，希拉9月7日於德國的電視節目「打敗拉布」、9月9日於法國的電視節目「Le Grand Journal」，跟9月13日在英格蘭的電視節目「阿蘭·卡爾：長舌男訪談秀」上演唱了〈青春大暴走〉。9月12日，她在拉斯维加斯舉辦的「iHeartRadio音樂節」先後表演兩次，其中下午的表演為戶外演出，而傍晚的則是在美高梅大花園體育館進行表演。在兩場表演中，她演唱了〈青春大暴走〉，並首次現場演唱〈愛情破壞球〉。儘管事前媒體期待希拉在音樂節的表演帶來更大的尺度，但該場表演其後被形容為「跟MTV音乐录像带大奖的比較相對平淡」 。10月5日，希拉現身「週六夜現場」其中一集作為主持跟音樂嘉賓。她出現於節目多場短劇中，包括惡搞〈青春大暴走〉的「We Did Stop (The Government)」短劇，以影射2013年美国联邦政府关闭事件，她亦演唱了〈青春大暴走〉跟〈愛情破壞球〉的原音樂版。她於翌日在「今天」上演唱了該兩首歌曲，作為豐田演唱會系列的一部分。10月8日，她在時報廣場的荷里活星球舉行專輯簽名會，並現身「吉米‧法倫今夜秀」與「艾倫·狄珍妮秀」。同月，她亦在「艾倫·狄珍妮秀」上演唱了兩首單曲。

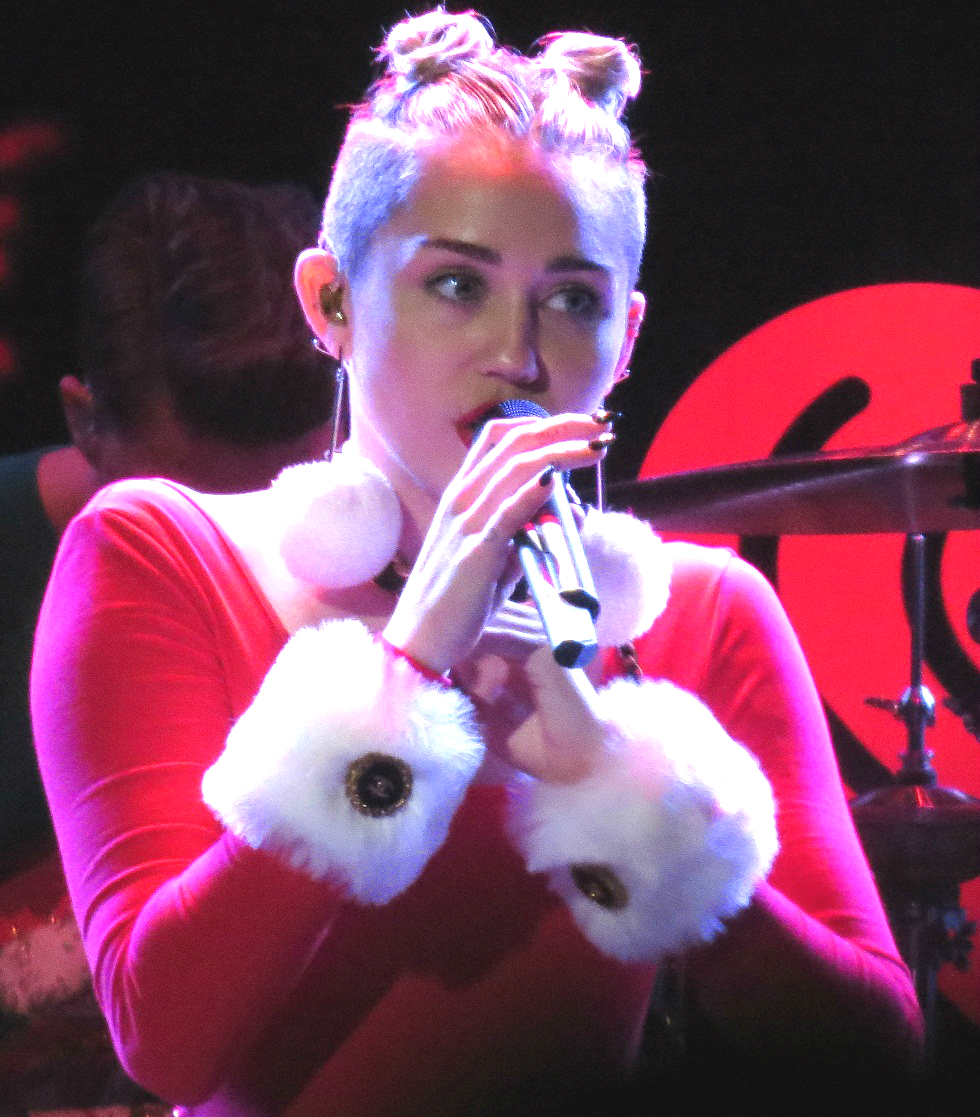
希拉於2013年12月在「Jingle Ball演唱會」上的表演。

《青春大爆炸》的紀錄片「麥莉·希拉：成長之路」於10月2日在音樂電視網播映，當中包括專輯的製作情況，以作為作品發行前的宣傳。希拉於11月再次回到歐洲，並在阿姆斯特丹舉行的「2013年MTV歐洲音樂大獎」上演唱〈青春大暴走〉跟〈愛情破壞球〉，她在台上接受憑〈愛情破壞球〉贏得的「最佳錄影帶大獎」時公然吸食大麻，引起媒體的廣泛關注。她在11月9日於德國的「想挑战吗？」，11月12日在BBC廣播一台於倫敦舉辦的「現場休息室」，跟11月14日在德國舉辦的「2013年斑比奖」上演唱了〈愛情破壞球〉。11月17日，她在倫敦錄製的「英國版X音素」上演唱了〈愛情破壞球〉。在該場表演獲得聲樂狀況不佳的批評後，希拉的醫生建議她在專輯的巡迴演唱會舉辦前進行「聲樂休息」。11月24日，她在「2013年全美音乐奖」上表演了〈愛情破壞球〉，並在投射一隻跟隨希拉口型的卡通貓大螢幕前演唱歌曲。12月，她於洛杉矶、圣保罗、亚特兰大、紐約市、华盛顿哥伦比亚特区、坦帕跟森赖斯舉行的多場「Jingle Ball演唱會」上表演。而原本在波士顿演唱的場次則因天氣問題導致航班取消而未能出席。
12月31日，希拉於時報廣場舉辦的「迪克·克拉克的跨年搖滾夜」上演唱了〈慢慢來〉跟〈愛情破壞球〉。而原先被認為會跟法瑞尔·威廉姆斯在邁阿密海灘楓丹白露酒店帶來的合作表演則未有實現。2014年1月25日傍晚，希拉在「第56届格莱美奖」舉行前的克萊夫·戴維斯預熱派對上演唱了〈慢慢來〉，其後因應觀眾反應欠佳而翻唱了桃莉·巴頓的〈Jolene〉，並獲得相對正面的反應。1月29日，希拉在音樂電視網的「MTV原音重現」其中一集上表演。她以原音樂形式獻唱了〈喜歡你〉、〈炫耀曲線（派對大爆炸）〉、〈四輪驅動〉、〈愛情破壞球〉、〈慢慢來〉、〈失戀巡航〉、〈有自己的事要做〉跟〈為寶貝加油〉。希拉亦再次翻唱〈Jolene〉，並獲麥當娜驚喜現身，一起合唱〈青春大暴走〉與麥當娜的〈別告訴我〉組曲。該特輯的未審查版於2月6日在線上公開，並追加收錄翻唱自北極潑猴的〈Why'd You Only Call Me When You're High?〉。5月27日，希拉於在蒙特卡洛舉辦的「2014年世界音樂獎」上演唱〈愛情破壞球〉。6月21日，希拉於在倫敦温布利球场舉辦的「Summertime Ball」演唱了〈炫耀曲線（派對大爆炸）〉、〈愛情 金錢 派對〉、〈愛情破壞球〉、〈青春大暴走〉跟〈美國派對〉。

## 巡迴演唱會

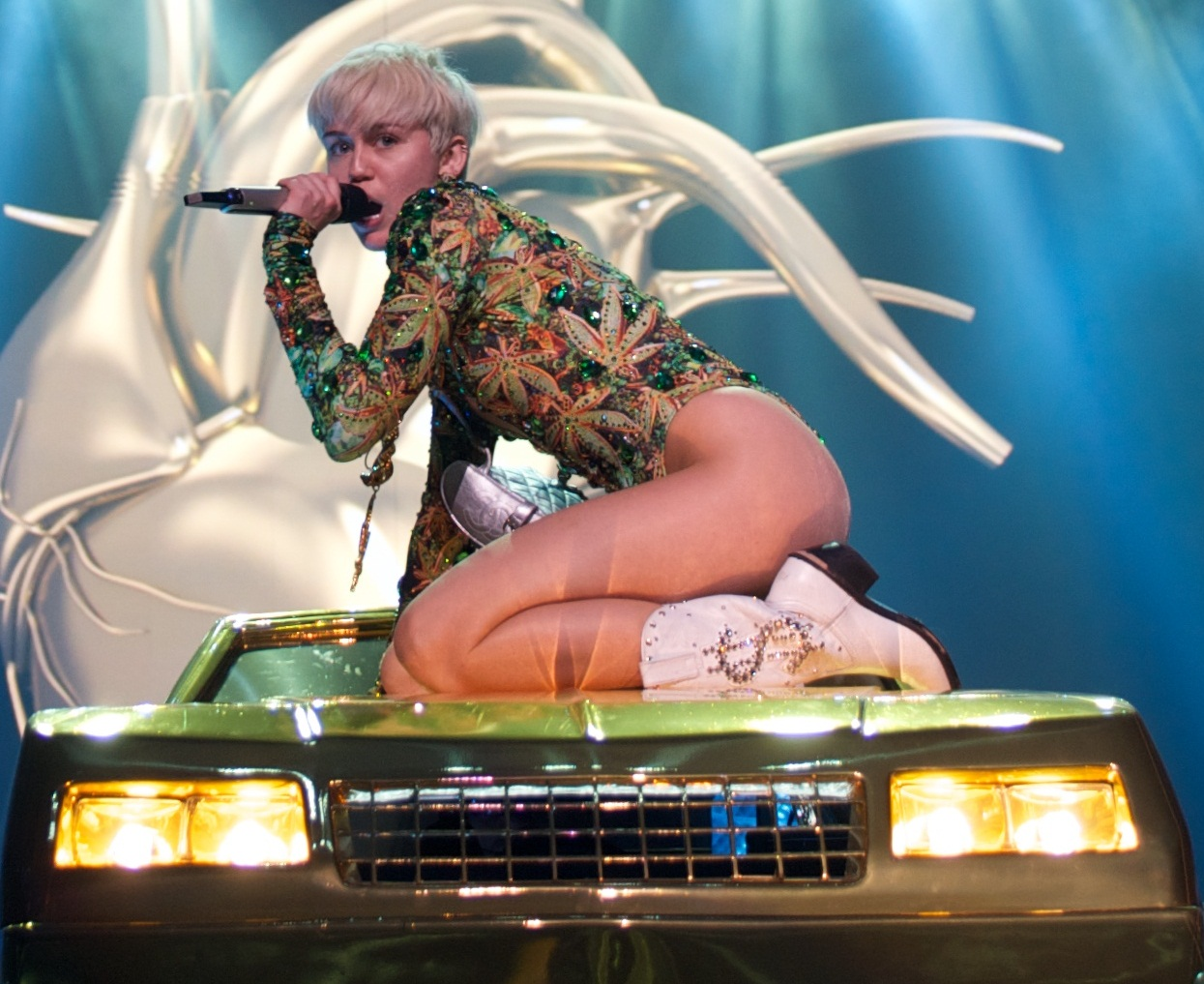
希拉於2014年在「青春大爆炸世界巡迴演唱會」上的表演。

在2013年10月7日於電視節目「今天」的表演途中，希拉首次提到她在2014年的巡迴演唱會計劃。10月26日，她作為「週六夜現場」其中一集的驚喜嘉賓現身，並正式確認「青春大爆炸世界巡迴演唱會」的計劃。演唱會由美國娛樂公司Live Nation Entertainment贊助，給予希拉每場表演50萬美元的酬勞。演唱會的首個巡迴階段於北美地區展開，並包括38場表演，其中瑞典二人組合Icona Pop跟美國歌手史蓋·芙蕾拉皆作為演唱會的暖場嘉賓。
北美場次的門票於11月16日開始公開發售，首場場次於2014年2月14日於溫哥華羅渣士體育館舉行，並原訂會在4月25日於尤寧戴爾拿騷老兵紀念體育館舉行單場演唱會。但其後多場演出皆因希拉於4月15日的過敏反應而延期。最終希拉額外為北美場次多加兩場表演，包括8月1日在尤寧戴爾的拿騷老兵紀念體育館場次，以及8月14日在芝加哥的联合中心場次。演唱會第二個巡迴階段包括歐洲的18場場次，於12月13日開始公開發售門票。歐洲首場場次在5月6日於伦敦O2體育館開始，尾場場次在6月22日於阿姆斯特丹的齊戈體育館結束。長達兩小時的電視特輯「麥莉·希拉：青春大爆炸世界巡迴演唱會」取自希拉在西班牙跟葡萄牙的表演，於7月6日由全国广播公司在美國播映。演唱會的最終場在10月23日於澳洲珀斯的伯斯球場落幕。

## 專業評價
| 綜合得分       | 綜合得分 |
| 來源           | 評分     |
| -------------- | -------- |
|                | 61/100   |
| 評論得分       |          |
| 來源           | 評分     |
| AllMusic       | [ 117 ]  |
| 《影音俱樂部》 | B        |
| 《娱乐周刊》   | A-       |
| 《衛報》       | [ 119 ]  |
| 《洛杉磯時報》 | [ 120 ]  |
| 《觀察家報》   | [ 121 ]  |
| 《PopMatters》 | 4/10     |
| 《滾石》       | [ 123 ]  |
| 《偏锋杂志》   | [ 124 ]  |
| 《Spin》       | 4.0/10   |

《青春大爆炸》獲得樂評家整體正面的評價。樂評網站Metacritic根據21筆評分對此專輯評分61分AllMusic的希瑟·菲雷斯給予專輯正面評價，指它「完成了讓希拉（給予外界）作為獨立女性形象的任務」，並認為專輯裡包含的多種風格「使麥莉成為頂級的流行明星」。《告示牌》的傑森·利普舒茨讚賞專輯為「極度獨立」的作品，但認為當中的「戲劇性分手曲」顯得重覆。利普舒茨認為專輯並非2013年的「最好或最差的流行專輯」，並指出像〈愛情破壞球〉般的力量抒情曲能夠使她的音樂生涯走得更遠。《娱乐周刊》的尼克·卡圖奇形容專輯為「極其新鮮」跟「以嘻哈作為藍本的流行突襲」，並指希拉已經明顯擺脫迪士尼頻道裡原本的角色。
《洛杉磯時報》的米凱爾·伍德認為專輯跟希拉「虛有其表的電子流行」前作不同，擁有著「受嘻哈音樂影響的堅定氛圍」，並被〈青春大暴走〉所驚艷，認為它是「自珍妮·杰克逊的〈控制〉以來最放鬆，最透徹的反叛吶喊」，他亦覺得這是一張超前的專輯。《滾石》的喬恩·多蘭讚賞專輯「範圍廣闊的製作」，認為它是一張「蕾哈娜遇上Gaga、紅粉佳人、布蘭妮的派對轟炸專輯」。《Fact》的湯姆·李給予專輯反響不一的評價，稱它為「鄉村、南方嘻哈與更多曲風的一團糟」，但認為專輯終究還是「良曲多於劣曲」。《衛報》的卡羅琳·沙利文給予相近的評價，但認為專輯整體還是「熱門歌曲比被忽略的歌曲多」。《musicOMH》的約翰·墨菲以「幾乎都是平淡無奇的素材」形容專輯，但仍然讚賞希拉的積極宣傳使它成為「年度其中一張最矚目的專輯」。《前音後果》的凱特琳·懷特以「雖然笨拙又不靈活，但這是一幅擁有猛烈而有趣本能的女性自畫像」讚賞專輯。
《觀察家報》的凱蒂王國給予專輯相對負面的評價，指它「從黑暗中互相交織，而且引人注意得開始煩厭」。《今日美國》的伊麗莎·加德納以「普普通通」形容專輯的構成，指它包括「少數出色跟多數平凡的歌曲」。《Spin》的潔西卡·霍柏給予專輯更負面的劣評，以一張「精確游走於誇大與乏味之間的專輯」形容它。

## 榮譽
| 出版物           | 列表                          | 排名 | 來源    |
| ---------------- | ----------------------------- | ---- | ------- |
| 亞馬遜公司       | 2013年亞馬遜百佳專輯          | 18   | [ 130 ] |
| 美联社           | 年度十強專輯                  | 9    | [ 131 ] |
| 娱乐周刊         | 2013年十佳專輯                | 3    | [ 132 ] |
| Fact             | 2013年五十佳專輯              | 49   | [ 133 ] |
| 衛報             | 2013年最佳專輯                | 34   | [ 134 ] |
| 休斯敦纪事报     | 2013年最佳專輯                | 4    | [ 135 ] |
| 全国公共广播电台 | 2013年安·波沃爾十強專輯       | 10   | [ 136 ] |
| 滾石             | 2013年五十佳專輯              | 27   | [ 137 ] |
| 滾石             | 2013年羅伯·謝菲爾德二十強專輯 | 4    | [ 138 ] |

| 出版物   | 列表                           | 排名 | 來源    |
| -------- | ------------------------------ | ---- | ------- |
| 告示牌   | 告示牌2010年代一百張最偉大專輯 | 91   | [ 139 ] |
| 前音後果 | 2010年代二十五強流行專輯       | 20   | [ 140 ] |

| 年份   | 機構       | 獎項             | 結果 | 來源    |
| ------ | ---------- | ---------------- | ---- | ------- |
| 2014年 | 人民选择奖 | 最喜愛專輯       | 提名 | [ 141 ] |
| 2014年 | 世界音樂獎 | 世界最佳專輯     | 提名 | [ 142 ] |
| 2015年 | 葛萊美獎   | 最佳流行演唱專輯 | 提名 | [ 143 ] |

## 商業成績
在美國，《青春大爆炸》在2013年10月16日當週以約270,000張的首週銷量空降《告示牌》二百強專輯榜冠軍位置。這成為希拉於當地第五張非連續的冠軍專輯，而前四張則為她的首兩張錄音室專輯《孟漢娜2：遇見麥莉》（2007年） 跟《無所不能》（2008年），以及原聲帶《孟漢娜-電視原聲帶》（2006年）跟《孟漢娜電影原聲帶》（2009年），為她以孟漢娜角色身分發行的作品。專輯的首週銷量亦超越希拉前作《无法抵挡》（2010年）168,000張，並一度創下2013年女歌手專輯的最高首週銷量紀錄。然而此紀錄三週後被凱蒂·佩芮憑著她的第四張錄音室專輯以約286,000張首週銷量取代。12月，碧昂絲再憑她的第五張錄音室專輯以617,000張的三天下載銷量打破紀錄。《青春大爆炸》於發行次週以約72,000張的銷量排行榜單亞軍，其後在第三週以約53,000張的銷量排行榜單第4位。2014年2月，《青春大爆炸》在美國售出超過100萬張，其後獲美國唱片業協會認證為三白金唱片。專輯亦成功空降加拿大专辑榜冠軍位置，並獲當地唱片業協會認證為雙白金唱片。專輯亦打進墨西哥百強專輯榜第3位。
《青春大爆炸》在歐洲地區亦獲得優秀的商業成績。在英國，專輯發行當週與〈愛情破壞球〉皆登上榜單冠軍位置，使希拉成為2013年首位同時獲得「雙榜冠軍」的歌手。專輯其後獲當地唱片業協會認證為金唱片。專輯亦最高登上愛爾蘭、挪威跟蘇格蘭專輯榜冠軍。在西班牙跟意大利，專輯發行首週空降榜單亞軍位置。專輯亦最高登上奧地利Ö3四十強音樂榜跟瑞典最熱榜第4位。專輯發行首週空降葡萄牙專輯榜第4位，兼獲當地唱片業協會認證為雙白金唱片，代表銷量達到40,000張。專輯最高登上荷蘭MegaCharts榜第6位、瑞士热门音乐榜第7位，匈牙利MAHASZ榜第8位，丹麥Hitlisten榜第9位，以及法國專輯榜跟德國專輯榜第9位。在比利時，專輯分別登上法蘭德斯跟瓦隆分區專輯榜第8位跟第19位。專輯亦最高登上芬兰官方榜单第23位，並空降波蘭專輯榜第45位。在南美地區，《青春大爆炸》最高登上阿根廷專輯榜跟巴西專輯榜冠軍位置。專輯在大洋洲亦取得相似的商業成功，空降澳洲專輯榜的冠軍位置。在紐西蘭，專輯最高登上榜單亞軍位置，並獲當地唱片業協會認證為金唱片。

## 歌曲列表
資料來自《青春大爆炸》專輯內頁。
| 《青春大爆炸》 – 標準版 | 《青春大爆炸》 – 標準版                                                                 | 《青春大爆炸》 – 標準版 | 《青春大爆炸》 – 標準版                                          | 《青春大爆炸》 – 標準版 |
| 曲序                    | 曲目                                                                                    | 词曲 | 製作人                                                           | 时长                    |
| ----------------------- | --------------------------------------------------------------------------------------- | --- | ---------------------------------------------------------------- | ----------------------- |
| 1.                      | 喜歡你 Adore You                                                                        | 史塔奇·巴特 （ 英语 ： Stacy Barthe） 奧倫·尤爾 （ 英语 ： Oren Yoel）                                                                                          | 尤爾                                                             | 4:38                    |
| 2.                      | 青春大暴走 We Can't Stop                                                                | 迈克·威尔·梅迪特 皮埃爾·斯勞特 蒂莫西·托馬斯 （ 英语 ： Rock City (duo)） 塞隆·托馬斯 （ 英语 ： Rock City (duo)） 麥莉·希拉 道格拉斯·戴維斯 （ 英语 ： Doug E. Fresh） 里奇·沃爾特斯 | 迈克·威尔·梅迪特 P-拉斯特 [a] 搖滾都市 （ 英语 ： Rock City (duo)） [b]         | 3:51                    |
| 3.                      | 炫耀曲線（派對大爆炸）（布蘭妮·斯皮爾斯客串） SMS (Bangerz)（featuring Britney Spears） | M.威廉姆斯 馬奎爾·米德布魯克斯 西恩·嘉瑞特 （ 英语 ： Sean Garrett） 希拉                                                                              | 迈克·威尔·梅迪特 馬斯 [a]                                        | 2:49                    |
| 4.                      | 四輪驅動（耐利客串） 4x4（featuring Nelly）                                             | 小康奈爾·海恩斯 法瑞尔·威廉姆斯 希拉 | P.威廉姆斯                                                       | 3:11                    |
| 5.                      | 親愛的（未來小子客串） My Darlin'（featuring Future）                                   | 內瓦迪厄斯·威爾伯恩 M.威廉姆斯 斯勞特 謝洛美·費爾頓 傑瑞·雷伯 （ 英语 ： Jerry Leiber and Mike Stoller） 邁克·斯托勒 （ 英语 ： Jerry Leiber and Mike Stoller） 本·E·金 希拉                         | 迈克·威尔·梅迪特 P-拉斯特 [a] 泰勒·山姆·約翰遜 （ 英语 ： Tyler Johnson (music)） [c] | 4:03                    |
| 6.                      | 愛情破壞球 Wrecking Ball                                                                | 卢卡什·戈特瓦尔德 莫琳·麥當勞 （ 英语 ： MoZella） 斯蒂芬·莫西奧 （ 英语 ： Stephan Moccio） 薩哈·斯克爾貝克 （ 英语 ： Sacha Skarbek） 亨利·沃爾特 （ 英语 ： Cirkut (record producer)） 希拉       | 卢克博士 西庫特 （ 英语 ： Cirkut (record producer)）                                    | 3:41                    |
| 7.                      | 愛情 金錢 派對（大肖恩客串） Love Money Party（featuring Big Sean）                     | 尚恩·安德森 M.威廉姆斯 米德勒布魯克斯 嘉瑞特 希拉                                                                                          | 迈克·威尔·梅迪特 馬斯 [a]                                        | 3:39                    |
| 8.                      | 慢慢來 #GETITRIGHT                                                                      | P.威廉姆斯 | P.威廉姆斯                                                       | 4:24                    |
| 9.                      | 失戀巡航 Drive                                                                          | M.威廉姆斯 斯勞特 塞繆爾·讓 施穆格 希拉 | 迈克·威尔·梅迪特 P-拉斯特 [a]                                    | 4:15                    |
| 10.                     | 所謂感覺（弗伦奇·蒙塔纳客串） FU（featuring French Montana）                            | 卡里姆·哈爾布什 拉米·薩米爾·阿富尼 麥當勞 希拉                                                                                             | 阿富尼                                                           | 3:51                    |
| 11.                     | 有自己的事要做 Do My Thang                                                              | 威廉·亞當斯 邁克爾·麥克亨利 萊恩·「DJ回放」·保恩迪亞 （ 英语 ： Ryan Buendia） 基爾·艾華斯 讓·巴蒂斯特 （ 英语 ： Jean-Baptiste (songwriter)） 希拉                              | 麥克亨利 艾華斯 威廉 [a]                                         | 3:45                    |
| 12.                     | 或許你是對的 Maybe You're Right                                                         | M.威廉姆斯 斯勞特 卡馬龍·奧克斯 （ 英语 ： Cam (singer)） 約翰·桑克斯 （ 英语 ： John Shanks） T.約翰遜 希拉                                                      | 迈克·威尔·梅迪特 P-拉斯特 [a]                                    | 3:33                    |
| 13.                     | 另一個人 Someone Else                                                                   | M.威廉姆斯 斯勞特 蒂莫西·托馬斯 塞隆·托馬斯 麥當勞 希拉                                                                                    | 迈克·威尔·梅迪特 P-拉斯特 [a]                                    | 4:48                    |
| 总时长：                | 总时长：                                                                                | 总时长： | 总时长：                                                         | 50:28                   |

| 《青春大爆炸》 – 豪華版（附贈曲） | 《青春大爆炸》 – 豪華版（附贈曲）                                 | 《青春大爆炸》 – 豪華版（附贈曲）                           | 《青春大爆炸》 – 豪華版（附贈曲） | 《青春大爆炸》 – 豪華版（附贈曲） |
| 曲序                              | 曲目                                                              | 词曲                                                        | 製作人                            | 时长                              |
| --------------------------------- | ----------------------------------------------------------------- | ----------------------------------------------------------- | --------------------------------- | --------------------------------- |
| 14.                               | 為寶貝加油 Rooting for My Baby                                    | P.威廉姆斯 希拉                                             | P.威廉姆斯                        | 3:20                              |
| 15.                               | 靠自己 On My Own                                                  | P.威廉姆斯                                                  | P.威廉姆斯                        | 3:52                              |
| 16.                               | 高舉雙手（卢达克里斯客串） Hands in the Air（featuring Ludacris） | 克里斯托弗·布里奇斯 M.威廉姆斯 斯勞特 讓 埃霞·亞洲科比 希拉 | 迈克·威尔·梅迪特 P-拉斯特 [a]     | 3:22                              |
| 总时长：                          | 总时长：                                                          | 总时长：                                                    | 总时长：                          | 61:02                             |

備註
- ^[a] 代表聯合製作人
- ^[b] 代表聲樂製作人
- ^[c] 代表附加製作人

取樣標記
- 〈青春大暴走〉取樣自由道格拉斯·戴維斯跟里奇·沃爾特斯創作的歌曲〈La Di Da Di（英语：La Di Da Di）〉。
- 〈親愛的〉取樣自由傑里·萊伯、邁克·斯托勒跟班·E·金創作的歌曲〈Stand by Me（英语：Stand by Me (Ben E. King song)）〉。
- 〈炫耀曲線（派對大爆炸）〉取樣自由赫爾比·阿佐爾跟雷·戴維斯創作的歌曲〈Push It（英语：Push It (Salt-n-Pepa song)）〉。

## 製作名單
資料來自《青春大爆炸》專輯內頁。
管理
- 麥莉·希拉 – 執行製作
- 迈克·威尔·梅迪特 – 執行製作

聲樂
- 麥莉·希拉 – 主聲樂、和聲
- 布蘭妮·斯皮爾斯 – 客席獻聲
- 耐利 – 饒舌、客席獻聲
- 未來小子 – 饒舌、客席獻聲
- 大肖恩 – 饒舌、客席獻聲
- 弗伦奇·蒙塔纳 – 饒舌、客席獻聲
- 卢达克里斯 – 饒舌、客席獻聲

製作
- 迈克·威尔·梅迪特 – 製作
- 奧倫·尤爾（英语：Oren Yoel） – 製作
- 搖滾都市（英语：Rock City (duo)） – 聲樂製作
- P-拉斯特 – 聯合製作
- 馬斯 – 製作
- 肖恩·塔爾曼 – 錄製
- 法瑞尔·威廉姆斯 – 製作
- 泰勒·山姆·約翰遜（英语：Tyler Johnson (music)） – 附加製作
- 卢克博士 – 製作、編程（英语：Programming (music)）
- 斯文·海丁加 – 工程
- 拉米·薩米爾·阿富尼 – 製作
- 邁克爾·麥克亨利 – 製作
- 邁克·卡弗里 – 工程
- 基爾·艾華斯 – 製作
- 安德魯·科爾曼 – 編曲、錄製、數位編輯
- 菲爾·阿倫 – 工程
- 托德·羅賓森 – 錄製協助
- 雅各布·丹尼斯 – 錄製協助
- 曼尼·馬熱昆 – 混音
- 克里斯·加蘭 – 混音協助
- 小內·托萊多 – 錄製協助
- 德爾伯特·鮑爾斯 – 混音協助
- 多倫·迪娜 – 錄製協助
- 克里斯·奧布萊恩 – 工程
- 克里斯·「泰克」·奧賴恩（英语：Chris O'Ryan） – 聲音工程

樂器
- 保羅·戴絲赫 – 樂器演奏法
- 大衛·坎貝爾 – 弦樂編排、指揮
- 魯迪·斯坦 – 大提琴
- 史特夫·理查茲 – 大提琴
- 蘇齊·片山 – 大提琴
- 史蒂文·沃爾夫 – 鼓
- 盧克博士 – 樂器演奏法
- 西庫特 – 樂器演奏法
- 斯蒂芬·莫西奧 – 鋼琴
- 安德魯·達克斯 – 中提琴
- 達林·麥肯 – 中提琴
- 艾麗莎·帕克 – 小提琴
- 查利·比莎拉特 – 小提琴
- 嘉麗絲·奧 – 小提琴
- 喬爾·帕曼 – 小提琴
- 約翰·維騰貝格 – 小提琴
- 凱文·康諾利 – 小提琴
- 莎拉·帕金斯 – 小提琴
- 松加·李 – 小提琴
- 查德·胡戈（英语：Chad Hugo） – 結他、口哨
- 克里斯·凱普 – 結他

## 銷售榜單
| 榜單（2013年）                            | 最高 位置 |
| ----------------------------------------- | --------- |
| 阿根廷（CAPIF專輯榜）                     | 1         |
| 澳大利亞（ARIA專輯榜）                    | 1         |
| 奧地利（奧地利Ö3專輯榜）                  | 4         |
| 比利時法蘭德斯（Ultratop專輯榜）          | 5         |
| 比利時瓦隆（Ultratop專輯榜）              | 11        |
| 加拿大（《告示牌》Canadian Albums Chart） | 1         |
| 中國（信诺榜專輯榜）                      | 10        |
| 捷克（ČNS IFPI專輯榜）                    | 11        |
| 丹麥（Hitlisten專輯榜）                   | 3         |
| 荷蘭（MegaCharts專輯榜）                  | 6         |
| 芬蘭（Suomen virallinen lista專輯榜）     | 23        |
| 法國（SNEP專輯榜）                        | 9         |
| 德國（Media Control專輯榜）               | 9         |
| 希臘（IFPI專輯榜）                        | 5         |
| 匈牙利（MAHASZ專輯榜）                    | 8         |
| 愛爾蘭（IRMA專輯榜）                      | 1         |
| 義大利（FIMI專輯榜）                      | 3         |
| 日本（Oricon專輯榜）                      | 24        |
| 韓國（Gaon專輯榜）                        | 21        |
| 墨西哥（墨西哥熱門百強榜）                | 1         |
| 紐西蘭（RMNZ專輯榜）                      | 2         |
| 挪威（VG-lista專輯榜）                    | 1         |
| 波蘭（ZPAV專輯榜）                        | 20        |
| 葡萄牙（AFP專輯榜）                       | 4         |
| 西班牙（PROMUSICAE專輯榜）                | 2         |
| 南非（RISA專輯榜）                        | 5         |
| 瑞典（Sverigetopplistan專輯榜）           | 4         |
| 瑞士（Schweizer Hitparade專輯榜）         | 7         |
| 蘇格蘭（OCC專輯榜）                       | 1         |
| 英國（OCC專輯榜）                         | 1         |
| 美国（《告示牌》200）                     | 1         |

| 榜單（2013年）                   | 位置 |
| -------------------------------- | ---- |
| 澳大利亞（ARIA專輯榜）           | 64   |
| 比利時法蘭德斯（Ultratop專輯榜） | 100  |
| 比利時瓦隆（Ultratop專輯榜）     | 161  |
| 加拿大（《告示牌》專輯榜）       | 32   |
| 意大利（FIMI專輯榜）             | 86   |
| 墨西哥（墨西哥熱門百強榜）       | 47   |
| 西班牙（PROMUSICAE專輯榜）       | 35   |
| 瑞典（Sverigetopplistan專輯榜）  | 30   |
| 英國（OCC專輯榜）                | 71   |
| 美國（《告示牌》二百強專輯榜）   | 51   |

| 榜單（2014年）                   | 位置 |
| -------------------------------- | ---- |
| 比利時法蘭德斯（Ultratop專輯榜） | 142  |
| 比利時瓦隆（Ultratop專輯榜）     | 175  |
| 加拿大（《告示牌》專輯榜）       | 44   |
| 瑞典（Sverigetopplistan專輯榜）  | 37   |
| 美國（《告示牌》二百強專輯榜）   | 23   |

| 榜單（2010－19年）             | 位置 |
| ------------------------------ | ---- |
| 美國（《告示牌》二百強專輯榜） | 108  |

## 銷售認證
| 地區                                                       | 认证    | 认证单位/销量 |
| ---------------------------------------------------------- | ------- | ------------- |
| 澳大利亚（澳大利亚唱片业协会）                             | 白金    | 70,000^       |
| 奥地利（國際唱片業協會奧地利分會）                         | 金      | 7,500*        |
| 加拿大（加拿大音乐协会）                                   | 2× 白金 | 160,000‡      |
| 丹麦（國際唱片業協會丹麥分會）                             | 金      | 10,000‡       |
| 意大利（意大利音乐产业联盟）                               | 金      | 25,000‡       |
| 墨西哥（墨西哥音像製品協會）                               | 3×      | 180,000^      |
| 挪威（國際唱片業協會挪威分会）                             | 4× 白金 | 80,000*       |
| 波兰（波蘭音像製造商協會）                                 | 白金    | 20,000*       |
| 瑞典（瑞典唱片業協會）                                     | 白金    | 40,000‡       |
| 英国（英国唱片业协会）                                     | 金      | 100,000*      |
| 美国（美國唱片業協會）                                     | 3× 白金 | 3,000,000‡    |
| *僅含認證的實際銷量 ^僅含認證的出貨量 ‡僅含認證的+實際銷量 |         |               |

## 發行歷史
| 地區 | 日期           | 版本          | 形式        | 廠牌     | 備註    |
| ---- | -------------- | ------------- | ----------- | -------- | ------- |
| 澳洲 | 2013年10月4日  | 標準版 豪華版 | CD 線上下載 | 索尼     | [ 214 ] |
| 英國 | 2013年10月7日  | 標準版 豪華版 | CD 線上下載 | RCA      | [ 215 ] |
| 香港 | 2013年10月7日  | 標準版 豪華版 | CD 線上下載 | 索尼     | [ 216 ] |
| 美國 | 2013年10月8日  | 標準版 豪華版 | CD 線上下載 | RCA      | [ 217 ] |
| 日本 | 2013年10月23日 | 標準版 豪華版 | CD 線上下載 | 日本索尼 | [ 218 ] |
| 美國 | 2013年11月26日 | 豪華版        | 彩膠唱片    | RCA      | [ 219 ] |
| 美國 | 2017年4月22日  | 豪華版        | 黑膠唱片    | RCA      | [ 29 ]  |